# Learjet 28
Dimensions
Le Learjet 28 est un avion d'affaires biréacteur construit aux États-Unis à partir du Learjet 25 (en). Il a donné naissance au Learjet 29. Tous deux sont considérés comme des échecs avec seulement sept exemplaires produits.

## Développement
En 1976 le constructeur Learjet chercha à développer une version améliorée du Learjet 25D (en) doté d'une nouvelle aile et disposant d'une consommation réduite en carburant grâce au montage d'ailettes marginales Winglet. Il fut officiellement désigné Learjet 28.
La présentation officielle de l'avion eut lieu en juillet 1977 et son premier vol un mois plus tard. Dans le même temps une version dérivée dotée d'un réservoir de carburant supplémentaire fut officiellement lancée sous la désignation de Learjet 29. Sa capacité d'accueil avait été ramenée à six passagers.
Il fallut attendre janvier 1979 pour que les deux avions soient certifiés par l'administration de l'aviation civile américaine. La phase commerciale pouvait commencer.

## Commercialisation
En 1979 trois exemplaires du Learjet 28 furent commandés par la NASA pour servir de bancs d'essais volants et d'avions de liaisons.
Pour le reste l'avion fut vendu à deux clients privés américains, tandis qu'il en fut de même pour le Learjet 29.

## Production
- Learjet 28 : Cinq exemplaires.
- Learjet 29 : Deux exemplaires.

## Sources